# Ernest O. Wollan
Ernest Omar Wollan (6 de noviembre de 1902 - 11 de marzo de 1984) fue un físico estadounidense que realizó importantes contribuciones en los campos de la dispersión de neutrones y de la física de la salud.

## Semblanza

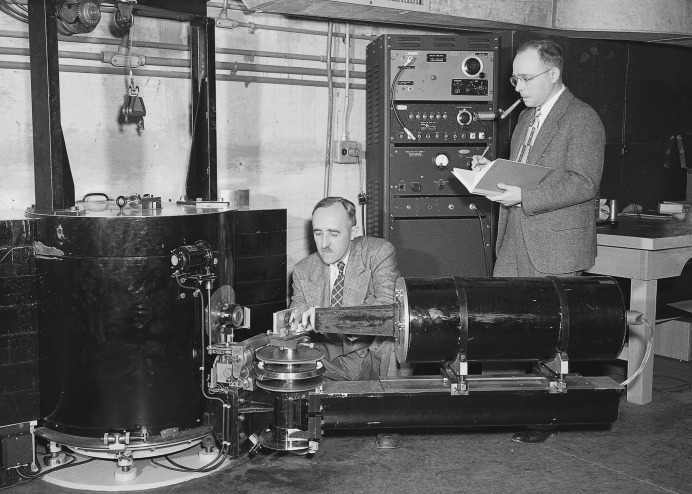
Ernest O. Wollan (izquierda) y Clifford Glenwood Shull trabajando con un espectrómetro de neutrones de doble cristal en el reactor de grafito ORNL X-10 en 1949

Wollan nació en Glenwood (Minnesota). Después de obtener una licenciatura en el Concordia College en 1923, realizó estudios de posgrado en la Universidad de Chicago, donde investigó la dispersión de rayos X bajo la supervisión de Arthur Compton, doctorándose en 1929. Durante los siguientes años, enseñó física en la Universidad Estatal de Dakota del Norte y en la Universidad Washington en San Luis, pasó un año en Zúrich como becario de Consejo Nacional de Investigación de Estados Unidos realizando investigaciones sobre la radiación cósmica y trabajó con el Instituto de Tumores de Chicago en el uso médico de una fuente de radiación con el elemento radio.
En enero de 1942 se incorporó a la Universidad de Chicago (en su Laboratorio Metalúrgico) por invitación de Compton y Enrico Fermi. Como miembro del equipo de investigación del Proyecto Manhattan, se centró en medir la exposición a la radiación, para lo cual desarrolló el dosímetro de placa de película. Fue uno de los 50 científicos presentes el 2 de diciembre de 1942, cuando se logró el primer reacción nuclear en cadena autosostenible hecho por el hombre en el experimento Chicago Pile-1. También estuvo presente en Oak Ridge el 4 de noviembre de 1943, cuando el primer reactor en funcionamiento continuo, la pila de Clinton, más tarde conocido como Reactor de Grafito X-10, entró en estado crítico por primera vez.

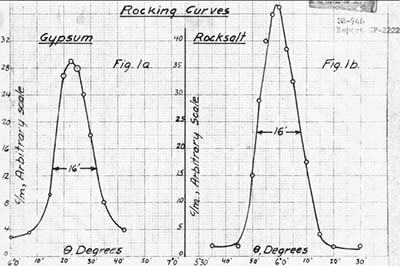
Curvas de oscilación trazadas a mano para la dispersión de Bragg a partir de cristales individuales de sulfato cálcico (yeso) y de cloruro sódico (sal) en el reactor X-10 en Oak Ridge, obtenidas por Ernest O. Wollan y Lyle B. Borst en diciembre de 1944

Con su experiencia en cristalografía de rayos X, Wollan fue uno de los primeros en reconocer el valor potencial de los neutrones para investigar la estructura de los materiales. En mayo de 1944 pidió permiso al director de los Laboratorios Clinton (posteriormente Laboratorio Nacional Oak Ridge) para utilizar la salida de neutrones del reactor X-10 para estudiar la difracción de neutrones en monocristales. Su solicitud fue concedida y ese mismo mes se instaló en el reactor un espectrómetro de neutrones para realizar observaciones sobre un cristal de yeso que trajo de Chicago. Wollan y su grupo fueron trasladados del Laboratorio Metalúrgico a los Laboratorios Clinton en agosto de ese mismo año. Después de algunos reveses iniciales, en diciembre de 1944 Wollan y el químico Lyle Benjamin Borst utilizaron con éxito la difracción de neutrones para obtener la "curva de oscilación" de cristales de yeso y de cloruro de sodio (sal).
Trabajando en el Laboratorio Nacional Oak Ridge (ORNL) después de la Segunda Guerra Mundial, continuó estudiando la dispersión de neutrones, utilizando los neutrones emitidos por el reactor de grafito X-10 y un difractómetro de rayos X modificado.
En colaboración con Clifford Glenwood Shull, quien se unió a él en ORNL en 1946, desarrolló la metodología de difracción de neutrones utilizada para determinar la estructura con resolución atómica de distintas sustancias. En 1994, Shull recibió una parte del Premio Nobel de Física por su trabajo sobre difracción de neutrones. El retraso inusual en el premio Nobel, que llegó más de cuatro décadas después de haberse realizado el trabajo reconocido, puede haber sido el resultado de opiniones negativas sobre la relación del trabajo con la energía nuclear. Wollan no pudo ser galardonado con el Nobel porque había fallecido diez años antes. En su conferencia pronunciada al recibir el premio Nobel, Shull habló de las contribuciones de Wollan y lamentó que su colega no hubiera vivido lo suficiente para compartir el premio.
Wollan siguió siendo miembro del personal de investigación del ORNL hasta que se jubiló en 1967. Durante gran parte de sus 23 años de servicio en la institución, fue director asociado de la División de Física. Continuó como consultor del ORNL hasta 1977. En sus últimos años regresó a Minnesota, su estado natal, donde murió en 1984.

## Reconocimientos
- Wollan Island, en Crystal Sound (la Antártida), recibe su nombre en honor al trabajo de Wollan sobre la estructura cristalina del hielo utilizando neutrones.[5][16]
- Miembro del Sociedad Estadounidense de Física, elegido en 1936[17]
- El Concordia College le otorgó un doctorado honorífico en 1965.[18]
- Medalla John Price Wetherill, 1967